# Pensioenmigrant
Een pensioenmigrant is een migrant die zijn of haar laatste jaren doorbrengt op een andere plaats dan waar ze tijdens hun werkzame leven woonden. Het betreft veelal ouderen die niet meer economisch actief zijn. Soms gaan ze in het buitenland, zoals Spanje, wonen. Ook komt het vaak voor dat ze in hun eigen land blijven, maar dan op het platteland willen wonen in plaats van in de stad.
Spanje is een belangrijk gebied waar veel Noordwest-Europese pensioenmigranten komen wonen. Florida is voor Amerikaanse pensioenmigranten een belangrijke plaats om zich te vestigen. De twee gebieden kenmerken zich door warme zomers en milde winters en goede medische voorzieningen en recreatiemogelijkheden voor ouderen.